# Burai
Burai is een bestuurslaag in het regentschap Ogan Ilir van de provincie Zuid-Sumatra, Indonesië. Burai telt 1895 inwoners (volkstelling 2010).